# Gheorghe Cazan
Gheorghe Cazan (* 20. Januar 1929 in Fulga, Kreis Prahova) ist ein ehemaliger rumänischer Politiker der Rumänischen Kommunistischen Partei PCR (Partidul Comunist Român), der unter anderem zwischen 1974 und 1975 Minister für Leichtindustrie war.

## Leben

### Textilingenieur und Betriebsdirektor
Gheorghe Cazan besuchte von 1942 bis 1948 das Handelsgymnasium „Tase Dumitrescu“ in Mizil sowie von 1948 bis 1949 die Technische Schule für Wirtschaftsverwaltung in Buzău. Zu dieser Zeit wurde er 1949 Mitglied der Uniunea Tineretului Muncitor (UTM), der Jugendorganisation der Arbeiterpartei. 1949 begann er ein Studium an der Fakultät für Textilien des Polytechnischen Instituts in Bukarest, das er von 1953 bis März 1954 am Polytechnischen Institut in Iași fortsetzte und als Textilingenieur abschloss. Im Anschluss begann er im März 1954 seine berufliche Laufbahn in der Tuchfabrik Azuga und war dort zunächst Produktionschef einer Abteilung sowie zuletzt bis 1958 Produktionsleiter der Fabrik. Daneben war er Mitglied des UTM-Komitees dieser Fabrik. Im Oktober 1956 Mitglied der Rumänischen Arbeiterpartei PMR (Partidul Muncitoresc Român). Nachdem er zwischen 1958 und 1959 Leitender Technologe und Ingenieur der Produktionsabteilung des Ministeriums für Leichtindustrie war, fungierte er zwischen 1959 und Juli 1960 als Direktor der Tuchfabrik Proletarul in Bacău und danach von Juli 1960 bis Mai 1961 als Generaldirektor der Tuchfabrik in Buhuși. Im Mai 1961 wechselte er wieder ins Ministerium für Leichtindustrie und war dort Generaldirektor der Hauptabteilung Woll- und Seideninstrie. 1962 begann er daneben ein postgraduales Studium und erwarb nach dessen Abschluss 1964 einen Doktorgrad in Wirtschaftswissenschaften.

### Minister und Abgeordneter
Am 8. Februar 1966 übernahm Cazan den Posten als Vize-Minister für Binnenhandel und hatte diesen Posten bis zum 26. November 1973 inne. Im Anschluss fungierte er zwischen dem 26. November 1973 und dem 30. März 1974 als Staatssekretär im Ministerium für Leichtindustrie. 1974 wurde er auch Mitglied der Rumänisch-Französischen Freundschaftsgesellschaft. Am 30. März 1974 übernahm er im Kabinett Mănescu I selbst das Amt des Ministers für Leichtindustrie (Ministrul industriei ușoare), das er vom 18. März 1975 bis zu seiner Ablösung durch Lina Ciobanu am 29. September 1975 auch im Kabinett Mănescu II innehatte. Auf dem Elften Parteitag der PCR (24. bis 27. November 1974) wurde er Mitglied des Zentralkomitees (ZK) der PCR und hatte diese Funktion bis zum Zwölften Parteitag der PCR (19. bis 23. November 1979) inne.
1975 wurde Gheorghe Cazan Mitglied der Großen Nationalversammlung (Marea Adunare Națională) und vertrat in dieser bis 1980 den Wahlkreis Nr. 1 Vaslui. 1975 wurde er ferner Mitglied des Obersten Rates für wirtschaftliche und soziale Entwicklung. 1980 übernahm er den Posten als Vizepräsident der Zentralunion der Verbrauchergenossenschaften CENTROCOOP (Uniunea Centrală a Cooperativelor de Consum) und war zudem bis zum 9. April 1982 Generaldirektor der Industriellen Zentrale für Baumwollfasern. Nachdem er zwischen dem 9. April und dem 3. November 1982 erneut Vize-Minister für Leichtindustrie war, bekleidete er vom 3. November 1982 bis zum 1. Oktober 1987 den Posten als Staatssekretär im Ministerium für Außenhandel und internationale wirtschaftliche Zusammenarbeit sowie zugleich als Leiter der Abteilung Internationale Zusammenarbeit dieses Ministeriums. Am 19. Oktober 1987 wurde er wieder Vize-Minister für Leichtindustrie und hatte diese Funktion bis zum Zusammenbruch des Kommunismus im Zuge der Revolution am 22. Dezember 1989 inne. 1987 wurde er zudem Präsident der Rumänisch-Kolumbianischen Freundschaftsgesellschaft. Für seine Verdienste wurde ihm der Orden der Arbeit Dritter Klasse (Ordinul Muncii) verliehen.